# Cratichneumon pteridis
Cratichneumon pteridis är en stekelart som beskrevs av Henry Keith Townes, Jr. 1944. Cratichneumon pteridis ingår i släktet Cratichneumon och familjen brokparasitsteklar. Inga underarter finns listade i Catalogue of Life.